# Microprotopoidea
Microprotopoidea (лат.) — надсемейство ракообразных из отряда бокоплавов.

## Описание
Голова прямоугольная, передний дистальный край край углублен, латеральная цефалическая доля слабо расширена, глаз, если имеется, расположен проксимальнее доли; передний вентральный край умеренно или сильно сильно углублен и умеренно выемчатый. Третий членик пальп мандибул почти параллельносторонние, задний край без волосков или с очень малым их количеством. Гнатопод 1 не увеличен ни у самцов, ни у самок. Гнатопод 2 у самца крупнее, чем гнатопод 1, мерус не увеличен. Переоподы 5—7 не субхелатные, без дополнительных шипов на переднем крае. Переопод 7 длиннее переопода 6. Уроподы не сросшиеся. Тельсон без крючков и зубцов.

## Классификация
Включает два семейства и 6 видов. Семейства Neomegamphopidae выделено в Neomegamphoidea, куда отнесено и семейство Priscomilitaridae Hirayama, 1988 (=Priscomilitariidae).
- инфраотряд Corophiida
  - парвотряд Caprellidira Leach, 1814
    - надсемейство Microprotopoidea Myers & Lowry, 2003
      - семейство Australomicroprotopidae Myers, Lowry & Billingham, 2016[5]
        - род Australomicroprotopus Myers, Lowry & Billingham, 2016
          - Australomicroprotopus megacoxa Myers, Lowry & Billingham, 2016

      - семейство Microprotopidae Myers & Lowry, 2003
        - род Microprotopus Norman, 1867
          - Microprotopus bicuspidatus Rabindranath, 1971
          - Microprotopus longimanus Chevreux, 1887
          - Microprotopus maculatus Norman, 1867
          - Microprotopus raneyi Wigley, 1966
          - Microprotopus shoemakeri Lowry, 1972